# Extremadura-Ciclismo Solidario
Extremadura-Ciclismo Solidario, oficialmente llamado solo Extremadura (código UCI: SPI), fue un equipo ciclista profesional español afincado en Extremadura. El equipo nació en 2005 con el patrocinio de Spiuk, y de la mano de su director Alfonso Rodríguez Hidalgo, dentro de la categoría Continental.
En sus primeros años como equipo Continental logró varias victorias, pero sobre todo destacó por su empuje y presencia en todas las carreras en las que participó.
En 2008, obtuvieron los apoyos necesarios de la Junta de Extremadura y del Grupo Gallardo para dar el salto a la categoría Profesional Continental, apurando los plazos hasta el último momento. Sin embargo, pocos días antes de comenzar a competir en la Challenge a Mallorca, el patrocinador Grupo Gallardo dio la espantada dejando al equipo al borde de la desaparición. Los ciclistas, y no el cuerpo técnico, aprobaron un pacto por el que se redujeron los sueldos (hasta un 40%), a la espera de la llegada de un nuevo patrocinador. Debido a esos problemas económicos y a la falta de la llegada de un segundo patrocinador el equipo no se adhirió al programa del pasaporte biológico por lo que no pudieron disputar carreras del UCI ProTour ni a las carreras organizadas por los organizadores de las Grandes Vueltas (que en ese año se desvincularon del ProTour).
Contaba con una plantilla que conjugaba neo-profesionales con ciclistas ya más experimentados en el pelotón.

## Material ciclista
En sus primeros años utilizó bicicletas Kuips y en el último Orbea.

## Clasificaciones UCI
A partir de 2005 la UCI instauró los Circuitos Continentales UCI, donde el equipo está desde que se creó dicha categoría ya que este se creó en dicho año, registrado dentro del UCI Europe Tour. Estando en las clasificaciones del UCI Europe Tour Ranking y UCI America Tour Ranking. Las clasificaciones del equipo y de su ciclista más destacado son las siguientes:
| Temporada           | Clasificación por equipos | Mejor corredor en la clasificación individual | Posición |
| 2005 (Europe Tour)  | 20º                       | Aitor Pérez Arrieta                           | 36º      |
| 2006 (Europe Tour)  | 48.º                      | Jesús Ramírez Torres                          | 184º     |
| 2007 (Europe Tour)  | 54.º                      | Javier Moreno Bazán                           | 256º     |
| 2008 (Europe Tour)  | 55.º                      | Aitor Pérez Arrieta                           | 172º     |
| 2008 (America Tour) | 42.º                      | Ignacio Sarabia                               | 387º     |

## Equipo filial
Tras su desaparición la estructura siguió manteniendo su equipo filial llamado Extremadura-Spiuk.

## Palmarés
Para años anteriores, véase Palmarés del Extremadura Spiuk

## Plantilla 2008
| Nombre                  | Nacimiento | Nacionalidad | Equipo 2007            |
| José Antonio Arroyo     | 03/02/1984 | España       | Extremadura-Spiuk      |
| Jaime García            | 27/02/1985 | España       | Neoprofesional         |
| Rodrigo García          | 27/02/1980 | España       | Fuerteventura-Canarias |
| Sergio Herrero          | 17/03/1981 | España       | Extremadura-Spiuk      |
| Josu Mondelo            | 13/10/1981 | España       | Extremadura-Spiuk      |
| Xabat Otxotorena        | 17/11/1980 | España       | Orbea-Laukiz F.T.      |
| Aitor Pérez Arrieta     | 24/07/1977 | España       | Caisse d´Epargne       |
| Israel Pérez            | 31/01/1978 | España       | Extremadura-Spiuk      |
| Jesús Javier Ramírez    | 25/10/1979 | España       | Extremadura-Spiuk      |
| Ángel Rodríguez         | 20/12/1981 | España       | Spiuk-Extremadura      |
| Jaume Rovira            | 03/11/1979 | España       | Viña Magna-Cropu       |
| Enrique Salgueiro       | 02/05/1981 | España       | Karpin Galicia         |
| Ignacio Sarabia         | 15/07/1983 | México       | Extremadura-Spiuk      |
| Francisco José Terciado | 25/03/1981 | España       | Relax-GAM              |
| Carlos Torrent          | 29/08/1974 | España       | Viña Magna-Cropu       |
| Gonzalo Zambrano        | 08/04/1983 | España       | Neoprofesional         |